# Vòng loại Giải vô địch bóng đá thế giới 2014 – Khu vực châu Âu (Bảng E)
Dưới đây là kết quả các trận đấu trong khuôn khổ bảng E - vòng loại giải vô địch bóng đá thế giới 2014 - khu vực châu Âu. 6 đội bóng châu Âu bao gồm Na Uy, Slovenia, Thụy Sĩ, Albania, Síp và Iceland, thi đấu trong hai năm 2012 và 2013, theo thể thức lượt đi-lượt về, vòng tròn tính điểm, lấy hai đội đầu bảng tham gia vòng chung kết.
Sau khi kết thúc vòng loại, Thụy Sĩ đã chính thức giành quyền tham dự World Cup 2014 và Iceland sẽ tham dự vòng đấu play-off.

## Bảng xếp hạng
| Đội         | ST | T | H | B | BT | BB | HS  | Đ  |  | Thụy Sĩ | Iceland | Slovenia | Na Uy | Albania | Cộng hòa Síp |
| ----------- | -- | - | - | - | -- | -- | --- | -- |  | ------- | ------- | -------- | ----- | ------- | ------------ |
| Thụy Sĩ (Q) | 10 | 7 | 3 | 0 | 17 | 6  | +11 | 24 |  |         | 4–4     | 1–0      | 1–1   | 2–0     | 1–0          |
| Iceland (A) | 10 | 5 | 2 | 3 | 17 | 15 | +2  | 17 |  | 0–2     |         | 2–4      | 2–0   | 2–1     | 2–0          |
| Slovenia    | 10 | 5 | 0 | 5 | 14 | 11 | +3  | 15 |  | 0–2     | 1–2     |          | 3–0   | 1–0     | 2–1          |
| Na Uy       | 10 | 3 | 3 | 4 | 10 | 13 | −3  | 12 |  | 0–2     | 1–1     | 2–1      |       | 0–1     | 2–0          |
| Albania     | 10 | 3 | 2 | 5 | 9  | 11 | −2  | 11 |  | 1–2     | 1–2     | 1–0      | 1–1   |         | 3–1          |
| Síp         | 10 | 1 | 2 | 7 | 4  | 15 | −11 | 5  |  | 0–0     | 1–0     | 0–2      | 1–3   | 0–0     |              |

## Kết quả
Một cuộc họp được tổ chức tại Zurich, Thụy Sĩ, vào ngày 22 tháng 11 năm 2011 để xác định lịch thi đấu. Các liên đoàn đã không đạt được thỏa thuận về lịch trình, sau đó được xác định bởi một trận hòa ngẫu nhiên khi kết thúc cuộc họp.
| Albania                             | 3–1      | Síp         |
| ----------------------------------- | -------- | ----------- |
| Sadiku 36' · Çani 84' · Bogdani 87' | Chi tiết | Laban 45+5' |

| Slovenia | 0–2      | Thụy Sĩ               |
| -------- | -------- | --------------------- |
|          | Chi tiết | Xhaka 20' · Inler 51' |

| Iceland                       | 2–0      | Na Uy |
| ----------------------------- | -------- | ----- |
| Árnason 22' · Finnbogason 81' | Chi tiết |       |

| Síp          | 1–0      | Iceland |
| ------------ | -------- | ------- |
| Makrides 58' | Chi tiết |         |

| Na Uy                                     | 2–1      | Slovenia  |
| ----------------------------------------- | -------- | --------- |
| Henriksen 26' · J. A. Riise 90+3' (ph.đ.) | Chi tiết | Šuler 16' |

| Thụy Sĩ                         | 2–0      | Albania |
| ------------------------------- | -------- | ------- |
| Shaqiri 23' · Inler 68' (ph.đ.) | Chi tiết |         |

| Albania  | 1–2      | Iceland                        |
| -------- | -------- | ------------------------------ |
| Çani 28' | Chi tiết | Bjarnason 19' · Sigurðsson 81' |

| Thụy Sĩ        | 1–1      | Na Uy         |
| -------------- | -------- | ------------- |
| Gavranović 79' | Chi tiết | Hangeland 81' |

| Slovenia        | 2–1      | Síp           |
| --------------- | -------- | ------------- |
| Matavž 38', 61' | Chi tiết | Aloneftis 83' |

| Síp           | 1–3      | Na Uy                                              |
| ------------- | -------- | -------------------------------------------------- |
| Aloneftis 42' | Chi tiết | Hangeland 45' · Elyounoussi 81' (ph.đ.) · King 83' |

| Iceland | 0–2      | Thụy Sĩ                       |
| ------- | -------- | ----------------------------- |
|         | Chi tiết | Barnetta 66' · Gavranović 79' |

| Albania   | 1–0      | Slovenia |
| --------- | -------- | -------- |
| Roshi 37' | Chi tiết |          |

| Slovenia      | 1–2      | Iceland             |
| ------------- | -------- | ------------------- |
| Novaković 34' | Chi tiết | Sigurðsson 55', 78' |

| Na Uy | 0–1      | Albania    |
| ----- | -------- | ---------- |
|       | Chi tiết | Salihi 66' |

| Síp | 0–0      | Thụy Sĩ |
| --- | -------- | ------- |
|     | Chi tiết |         |

| Albania  | 1–1      | Na Uy     |
| -------- | -------- | --------- |
| Rama 40' | Chi tiết | Høgli 87' |

| Iceland                                 | 2–4      | Slovenia                                             |
| --------------------------------------- | -------- | ---------------------------------------------------- |
| Bjarnason 22' · Finnbogason 26' (ph.đ.) | Chi tiết | Kirm 11' · Birsa 31' (ph.đ.) · Cesar 61' · Krhin 86' |

| Thụy Sĩ       | 1–0      | Síp |
| ------------- | -------- | --- |
| Seferović 90' | Chi tiết |     |

| Na Uy                      | 2–0      | Síp |
| -------------------------- | -------- | --- |
| Elyounoussi 43' · King 66' | Chi tiết |     |

| Slovenia  | 1–0      | Albania |
| --------- | -------- | ------- |
| Kampl 19' | Chi tiết |         |

| Thụy Sĩ                                                  | 4–4      | Iceland                                     |
| -------------------------------------------------------- | -------- | ------------------------------------------- |
| Lichtsteiner 15', 30' · Schär 27' · Džemaili 54' (ph.đ.) | Chi tiết | Guðmundsson 3', 68', 90+1' · Sigþórsson 56' |

| Na Uy | 0–2      | Thụy Sĩ        |
| ----- | -------- | -------------- |
|       | Chi tiết | Schär 12', 51' |

| Síp | 0–2      | Slovenia                   |
| --- | -------- | -------------------------- |
|     | Chi tiết | Novaković 12' · Iličić 80' |

| Iceland                        | 2–1      | Albania |
| ------------------------------ | -------- | ------- |
| Bjarnason 13' · Sigþórsson 47' | Chi tiết | Rama 9' |

| Albania            | 1–2      | Thụy Sĩ                |
| ------------------ | -------- | ---------------------- |
| Salihi 89' (ph.đ.) | Chi tiết | Shaqiri 47' · Lang 77' |

| Iceland                         | 2–0      | Síp |
| ------------------------------- | -------- | --- |
| Sigþórsson 60' · Sigurðsson 76' | Chi tiết |     |

| Slovenia                | 3–0      | Na Uy |
| ----------------------- | -------- | ----- |
| Novaković 13', 14', 49' | Chi tiết |       |

| Síp | 0–0      | Albania |
| --- | -------- | ------- |
|     | Chi tiết |         |

| Na Uy       | 1–1      | Iceland        |
| ----------- | -------- | -------------- |
| Braaten 30' | Chi tiết | Sigþórsson 12' |

| Thụy Sĩ   | 1–0      | Slovenia |
| --------- | -------- | -------- |
| Xhaka 74' | Chi tiết |          |

## Danh sách cầu thủ ghi bàn
5 bàn
| - Milivoje Novaković |

4 bàn
| - Gylfi Sigurðsson | - Kolbeinn Sigþórsson |  |

3 bàn
| - Birkir Bjarnason | - Jóhann Berg Guðmundsson | - Fabian Schär |

2 bàn
| - Edgar Çani - Valdet Rama - Hamdi Salihi - Efstathios Aloneftis - Alfreð Finnbogason | - Tarik Elyounoussi - Brede Hangeland - Joshua King - Tim Matavž - Xherdan Shaqiri | - Mario Gavranović - Gökhan Inler - Stephan Lichtsteiner - Granit Xhaka |

1 bàn
| - Erjon Bogdani - Odise Roshi - Armando Sadiku - Vincent Laban - Constantinos Makrides - Kári Árnason - Daniel Braaten | - Markus Henriksen - Tom Høgli - John Arne Riise - Valter Birsa - Boštjan Cesar - Kevin Kampl - Andraž Kirm | - Rene Krhin - Josip Iličić - Marko Šuler - Tranquillo Barnetta - Blerim Džemaili - Michael Lang - Haris Seferović |

## Thẻ phạt
| Pos | Player                  | Country  | Thẻ vàng | Thẻ đỏ | Suspended for match(es)                                                  | Reason |
| --- | ----------------------- | -------- | -------- | ------ | ------------------------------------------------------------------------ | --- |
| DF  | Boštjan Cesar           | Slovenia | 4        | 1      | vs Albania (16 tháng 10 năm 2012)                                        | Vắng mặt trong 2 trận vòng loại giải vô địch bóng đá thế giới 2014                                                                    |
| MF  | Tranquillo Barnetta     | Thụy Sĩ  | 2        | 1      | vs Albania (11 tháng 9 năm 2012)                                         | Đuổi khỏi sân trong trận vòng loại giải vô địch bóng đá thế giới 2014                                                                 |
| DF  | Andi Lila               | Albania  | 2        | 1      | vs Na Uy (7 tháng 6 năm 2013)                                            | Đuổi khỏi sân trong trận vòng loại giải vô địch bóng đá thế giới 2014                                                                 |
| DF  | Sölvi Ottesen           | Iceland  | 1        | 1      | vs Albania (12 tháng 10 năm 2012)                                        | Đuổi khỏi sân trong trận vòng loại giải vô địch bóng đá thế giới 2014                                                                 |
| DF  | Espen Ruud              | Na Uy    | 4        | 0      | vs Albania (22 tháng 3 năm 2013) vs Slovenia (ngày 11 tháng 10 năm 2013) | Vắng mặt trong 2 trận vòng loại giải vô địch bóng đá thế giới 2014 Vắng mặt trong 2 trận vòng loại giải vô địch bóng đá thế giới 2014 |
| FW  | Vincent Laban           | Síp      | 3        | 0      | vs Slovenia (12 tháng 10 năm 2012)                                       | Vắng mặt trong 2 trận vòng loại giải vô địch bóng đá thế giới 2014                                                                    |
| MF  | Aron Gunnarsson         | Iceland  | 3        | 0      | vs Thụy Sĩ (16 tháng 10 năm 2012)                                        | Vắng mặt trong 2 trận vòng loại giải vô địch bóng đá thế giới 2014                                                                    |
| FW  | Eren Derdiyok           | Thụy Sĩ  | 2        | 0      | vs Iceland (16 tháng 10 năm 2012)                                        | Vắng mặt trong 2 trận vòng loại giải vô địch bóng đá thế giới 2014                                                                    |
| DF  | Valentinos Sielis       | Síp      | 2        | 0      | vs Na Uy (16 tháng 10 năm 2012)                                          | Vắng mặt trong 2 trận vòng loại giải vô địch bóng đá thế giới 2014                                                                    |
| DF  | Kári Árnason            | Iceland  | 3        | 0      | vs Slovenia (22 tháng 3 năm 2013)                                        | Vắng mặt trong 2 trận vòng loại giải vô địch bóng đá thế giới 2014                                                                    |
| MF  | Rúrik Gíslason          | Iceland  | 2        | 0      | vs Slovenia (22 tháng 3 năm 2013)                                        | Vắng mặt trong 2 trận vòng loại giải vô địch bóng đá thế giới 2014                                                                    |
| DF  | Grétar Steinsson        | Iceland  | 2        | 0      | vs Slovenia (22 tháng 3 năm 2013)                                        | Vắng mặt trong 2 trận vòng loại giải vô địch bóng đá thế giới 2014                                                                    |
| MF  | Josip Iličić            | Slovenia | 2        | 0      | vs Iceland (22 tháng 3 năm 2013)                                         | Vắng mặt trong 2 trận vòng loại giải vô địch bóng đá thế giới 2014                                                                    |
| MF  | Andraž Kirm             | Slovenia | 3        | 0      | vs Iceland (22 tháng 3 năm 2013)                                         | Vắng mặt trong 2 trận vòng loại giải vô địch bóng đá thế giới 2014                                                                    |
| MF  | Daniel Braaten          | Na Uy    | 2        | 0      | vs Albania (22 tháng 3 năm 2013)                                         | Vắng mặt trong 2 trận vòng loại giải vô địch bóng đá thế giới 2014                                                                    |
| MF  | Jóhann Berg Guðmundsson | Iceland  | 2        | 0      | vs Slovenia (7 tháng 6 năm 2013)                                         | Vắng mặt trong 2 trận vòng loại giải vô địch bóng đá thế giới 2014                                                                    |
| MF  | Gylfi Sigurðsson        | Iceland  | 3        | 0      | vs Slovenia (7 tháng 6 năm 2013)                                         | Vắng mặt trong 2 trận vòng loại giải vô địch bóng đá thế giới 2014                                                                    |
| MF  | Lorik Cana              | Albania  | 4        | 0      | vs Na Uy (7 tháng 6 năm 2013)                                            | Vắng mặt trong 2 trận vòng loại giải vô địch bóng đá thế giới 2014                                                                    |
| MF  | Odise Roshi             | Albania  | 2        | 0      | vs Na Uy (7 tháng 6 năm 2013)                                            | Vắng mặt trong 2 trận vòng loại giải vô địch bóng đá thế giới 2014                                                                    |
| DF  | Armend Dallku           | Albania  | 3        | 0      | vs Slovenia (6 tháng 9 năm 2013)                                         | Vắng mặt trong 2 trận vòng loại giải vô địch bóng đá thế giới 2014                                                                    |
| MF  | Gokhan Inler            | Thụy Sĩ  | 2        | 0      | vs Iceland (6 tháng 9 năm 2013)                                          | Vắng mặt trong 2 trận vòng loại giải vô địch bóng đá thế giới 2014                                                                    |
| DF  | Elias Charalambous      | Síp      | 2        | 0      | vs Na Uy (6 tháng 9 năm 2013)                                            | Vắng mặt trong 2 trận vòng loại giải vô địch bóng đá thế giới 2014                                                                    |
| MF  | Konstantinos Makridis   | Síp      | 2        | 0      | vs Na Uy (6 tháng 9 năm 2013)                                            | Vắng mặt trong 2 trận vòng loại giải vô địch bóng đá thế giới 2014                                                                    |
| MF  | Efstathios Aloneftis    | Síp      | 3        | 0      | vs Slovenia (10 tháng 9 năm 2013)                                        | Vắng mặt trong 2 trận vòng loại giải vô địch bóng đá thế giới 2014                                                                    |
| MF  | Jasmin Kurtic           | Slovenia | 2        | 0      | vs Síp (10 tháng 9 năm 2013)                                             | Vắng mặt trong 2 trận vòng loại giải vô địch bóng đá thế giới 2014                                                                    |
| MF  | Ansi Agolli             | Albania  | 2        | 0      | vs Iceland (10 tháng 9 năm 2013)                                         | Vắng mặt trong 2 trận vòng loại giải vô địch bóng đá thế giới 2014                                                                    |
| MF  | Giorgos Merkis          | Síp      | 2        | 0      | vs Albania (15 tháng 10 năm 2013)                                        | Vắng mặt trong 2 trận vòng loại giải vô địch bóng đá thế giới 2014                                                                    |
| DF  | Steve von Bergen        | Thụy Sĩ  | 2        | 0      | vs Slovenia (15 tháng 10 năm 2013)                                       | Vắng mặt trong 2 trận vòng loại giải vô địch bóng đá thế giới 2014                                                                    |
| DF  | Birkir Már Sævarsson    | Iceland  | 2        | 0      | vs TBD (15 tháng 11 năm 2013)                                            | Vắng mặt trong 2 trận vòng loại giải vô địch bóng đá thế giới 2014                                                                    |

## Lượng khán giả
| Đội      | Cao nhất | Thấp nhất | Trung bình |
| -------- | -------- | --------- | ---------- |
| Albania  | 15,600   | 8,200     | 10,550     |
| Síp      | 2,493    | 714       | 1,713      |
| Iceland  | 9,768    | 8,352     | 8,923      |
| Na Uy    | 16,631   | 11,168    | 12,576     |
| Thụy Sĩ  | 30,712   | 16,500    | 22,528     |
| Slovenia | 13,843   | 6,500     | 10,386     |